# گمینا ژچنگوو
گمینا ژچنگوو (به لهستانی:  Gmina Rzeczniów) یک گمینا در لهستان است که در شهرستان لیپسکو واقع شده‌است. گمینا ژچنگوو ۱۰۳٫۶۹ کیلومتر مربع مساحت و ۴٬۷۳۱ نفر جمعیت دارد.